# Kroger St. Jude International 1998 - Qualificazioni doppio
Le qualificazioni del doppio  del Kroger St. Jude International 1998 sono state un torneo di tennis preliminare per accedere alla fase finale della manifestazione. I vincitori dell'ultimo turno sono entrati di diritto nel tabellone principale. In caso di ritiro di uno o più giocatori aventi diritto a questi sono subentrati i lucky loser, ossia i giocatori che hanno perso nell'ultimo turno ma che avevano una classifica più alta rispetto agli altri partecipanti che avevano comunque perso nel turno finale.
Le qualificazioni del doppio del torneo Kroger St. Jude International 1998 prevedevano 4 coppie partecipanti di cui una è entrata nel tabellone principale.

## Teste di serie
1. Julián Alonso /  Joan Balcells (ultimo turno)

1. Andrea Gaudenzi /  Davide Sanguinetti (primo turno)

## Qualificati
1. Tomas Nydahl  /   Sjeng Schalken

## Tabellone

### Legenda
| - Q = Qualificato - WC = Wild card - LL = Lucky loser | - ALT = Alternate - SE = Special Exempt - PR = Protected Ranking | - w/o = Walkover - r = Ritirato - d = Squalificato |

|  | Primo turno | Primo turno                        | Primo turno                        | Primo turno | Primo turno |  |  | Ultimo turno | Ultimo turno                | Ultimo turno                | Ultimo turno | Ultimo turno |  |
|  |             |                                    |                                    |             |             |  |  |              |                             |                             |              |              |  |
|  | 1           | Julián Alonso Joan Balcells        | 3                                  | 6           | 6           |  |  |              |                             |                             |              |              |  |
|  |             | Eyal Ran Gabriel Trifu             | 6                                  | 3           | 4           |  |  | 1            | Julián Alonso Joan Balcells | Julián Alonso Joan Balcells | 3            | 3            |  |
|  |             | Tomas Nydahl Sjeng Schalken        | Tomas Nydahl Sjeng Schalken        | 7           | 6           |  |  |              | Tomas Nydahl Sjeng Schalken | Tomas Nydahl Sjeng Schalken | 6            | 6            |  |
|  | 2           | Andrea Gaudenzi Davide Sanguinetti | Andrea Gaudenzi Davide Sanguinetti | 5           | 2           |  |  |              |                             |                             |              |              |  |